# Goran Brajković
Goran Brajković (Zagreb, 18 de julio de 1978 - Matulji, 28 de junio de 2015) fue un futbolista croata que jugaba en la demarcación de centrocampista.

## Biografía
Debutó como futbolista en 1998 con el HNK Rijeka. Jugó en el club un total de cinco temporadas, cosechando nueve goles en 131 partidos de liga. Su actuación con el club le llevó a ser llamado por Dražan Jerković para la selección croata. En 2003 se fue traspasado al Arsenal Kiev ucraniano, donde estuvo una temporada. También pasó por el NK Pomorac Kostrena, NK Bela Krajina, HK, KS Flamurtari Vlorë, Kastoria FC y finalmente por el NK Opatija, donde jugó sus cinco últimos años como futbolista, retirándose en 2014.
Falleció el 28 de junio de 2015 en Matulji a los 36 años de edad tras sufrir un accidente de tráfico.

## Selección nacional
Jugó un total de dos partidos con la selección de fútbol de Croacia. Hizo su debut el 10 de noviembre de 2001 contra Corea del Sur en un partido amistoso que finalizó con empate a uno. Tres días después volvió a jugar su segundo y último partido contra Corea del Sur, esta vez con un resultado de 2-0 favorable al combinado surcoreano.

## Clubes
| Club                | País      | Año         | Partidos | Goles |
| ------------------- | --------- | ----------- | -------- | ----- |
| HNK Rijeka          | Croacia   | 1998 - 2003 | 131      | 9     |
| Arsenal Kiev        | Ucrania   | 2003 - 2004 | 6        | 0     |
| NK Pomorac Kostrena | Croacia   | 2004        | 11       | 0     |
| NK Bela Krajina     | Eslovenia | 2005 - 2007 | 14       | 2     |
| HK                  | Islandia  | 2007 - 2008 | 14       | 0     |
| KS Flamurtari Vlorë | Albania   | 2008 - 2009 | 6        | 0     |
| Kastoria FC         | Grecia    | 2009        | 3        | 0     |
| NK Opatija          | Croacia   | 2009 - 2014 | 33       | 7     |